# 유기산 무수물
유기산 무수물은 유기화학의 화학 물질 중에 하나이다.

## 설명
유기산 무수물은 유기 화합물이기도 한 산 무수물이다. 산 무수물은 동일한 산소 원자에 결합 된 두 개의 아실기를 가진 화합물이다. 유기산 무수물의 일반적인 유형은 카르복실산 무수물, 카복실산 무수물이고 여기서 모산은 카복실산이며, 무수물의 화학식은 (RC(O))2O이다. 이러한 유형의 대칭 산 무수물은 모 카복실산의 이름에서 산이라는 단어를 무수물이라는 단어로 대체하여 명명된다. 따라서 (CH3CO) 2O를 무수 아세트산이라고 한다. 아세트산 포름산 무수물과 같은 혼합산(또는 비대칭) 무수물이 알려져 있으며 이에 따라 두 개의 서로 다른 카복실산 사이에서 반응이 발생한다. 비대칭 산 무수물의 명명법은 "무수물"이라는 단어 앞에 반응한 카복실산의 이름을 나열한다.(예를 들어, 벤조산과 프로판 산 사이의 탈수 반응은 "벤조산 프로판 무수물을 생성한다.")  산 무수물의 하나 또는 둘다의 아실기는 또한 설폰산(sulfonic acid) 또는 포스폰산(phosphonic acid)과 같은 다른 유형의 유기산으로부터 유도될 수 있다. 산 무수물의 아실기 중 하나는 인산과 같은 무기산에서 파생될 수 있다. 해당과정을 통한 ATP 형성의 중간체인 혼합 무수물 1,3-비스포스포글리세르산은 3-포스포글리세르산과 인산의 혼합 무수물이다. 산성 산화물은 또한 산 무수물로 분류된다.

## 같이 보기
- 유기산
- 산 무수물